# Домашній чемпіонат Великої Британії 1890
Домашній чемпіонат Великої Британії 1890 - сьомий розіграш футбольного турніру за участю чотирьох збірних Великої Британії. За підсумками чемпіонату вдруге в історії змагання переможцями були оголошені дві команди - Збірна Англії і Збірна Шотландії, що набрали однакову кількість очок. Чемпіонат був також примітний двома матчами збірної Англії проти Уельсу і Ірландії, які англійці провели одночасно 15 березня двома різними складами.
Чемпіонат розпочався домашньою перемогою Уельсу над Ірландією з рахунком 5:2. Наступною проти цих збірних мала зіграти збірна Англії, але вкрай щільний графік внутрішніх змагань не залишав дат для проведення матчів. У зв'язку з цим Футбольна асоціація Англії вирішила зіграти обидва матчі в один день, сформувавши дві різні команди. Команда професійних гравців із північних клубів країни грала проти Ірландії, тоді як змішана команда з професіоналів та аматорів виступила проти Уельсу. Обидві команди здобули впевнені перемоги із загальним рахунком 12:2, внаслідок чого Англія посіла перше місце у таблиці. Лідер змагання, збірна Шотландії, яка виступала після Англії, також здобула розгромні перемоги над валлійцями та ірландцями, наздогнавши англійців за очками. Таким чином, доля титулу мала вирішитися у фінальній грі чемпіонату між Англією та Шотландією. Матч, у якому було встановлено новий світовий рекорд відвідуваності, проходив дуже напружено і драматично, проте в результаті перемоги не вдалося досягти жодній з команд. Зафіксована в матчі нічия 1:1 зробила чемпіонами обидві збірні.

## Таблиця
| Поз | Команда       | І | В | Н | П | ГЗ | ГП | РГ  | О |  |
| --- | ------------- | - | - | - | - | -- | -- | --- | - |  |
| 1   | Англія (C)    | 3 | 2 | 1 | 0 | 13 | 3  | +10 | 5 |  |
| 2   | Шотландія (C) | 3 | 2 | 1 | 0 | 10 | 2  | +8  | 5 |  |
| 3   | Уельс         | 3 | 1 | 0 | 2 | 6  | 10 | −4  | 2 |  |
| 4   | Ірландія      | 3 | 0 | 0 | 3 | 4  | 18 | −14 | 0 |  |